# Metriopelma familiare
Metriopelma familiare é uma espécie de aranha pertencente à família Theraphosidae (tarântulas).